# Mystic Pop-up Bar
Mystic Pop-up Bar (en anglais : le bar éphémère mystique, hangeul : 쌍갑포차 ; RR : Ssanggappocha, littéralement « le bar double ») est une série télévisée de comédie surnaturelle sud-coréenne en douze épisodes de 70 minutes, diffusée entre le 20 mai 2020 et 25 juin 2020 sur le réseau JTBC.
Elle est également diffusée dans le monde depuis juin sur le réseau Netflix.

## Synopsis
Une devineresse qui s'est suicidée, Weol-ju, est condamnée à aider 100 000 personnes pendant 500 ans. Elle tient un bar éphémère pour pouvoir rencontrer des personnes en détresse et les amener à se confier. Alors qu'elle entre dans le rêve d'une jeune fille qui a tenté de se suicider, Kang-bae, l'ami qui l'accompagne, y entre aussi : il a le pouvoir d'entrer en contact avec l'esprit des gens au toucher. Weol-ju va avoir l'idée d'utiliser le don de Kang-bae pour achever sa tâche.

## Distribution
- Hwang Jung-eum : Weol-ju esprit adulte
- Park Si-eun : Weol-ju jeune
- Yook Sung-jae : Han Kang-bae
- Choi Won-young : Guibanjang
- Song Geon-hee : Guibanjang jeune
- Yoo Jae-myung : voix de l'Empereur de jade
- Woo Hyun : Kim Du-young